# After Midnight (film, 1921)

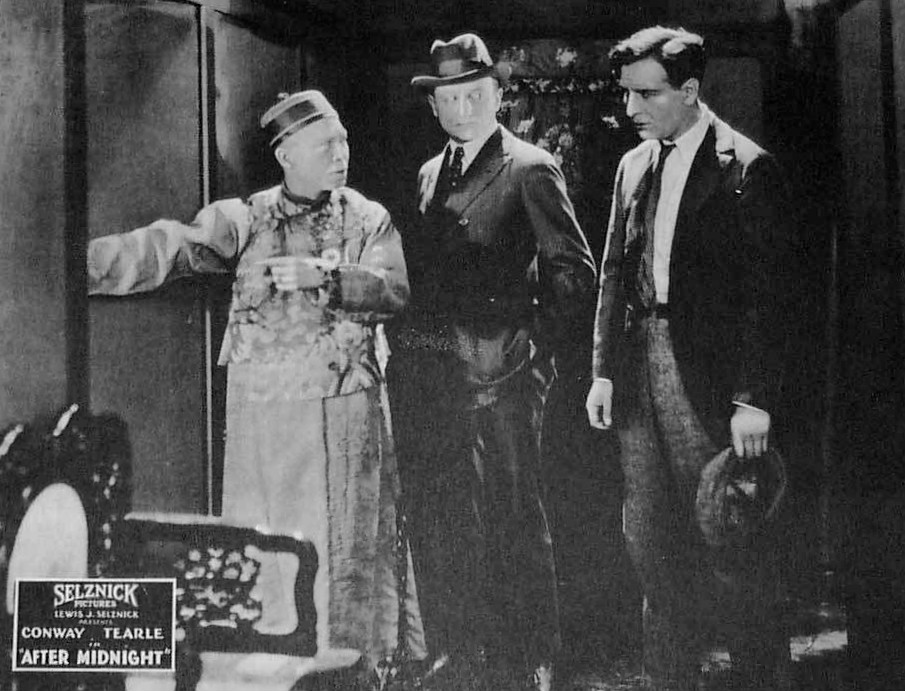
Une scène du film.

Pour les articles homonymes, voir After Midnight.
After Midnight est un film américain réalisé par Ralph Ince et sorti en 1921.

## Fiche technique
- Réalisation : Ralph Ince
- Scénario : John Lynch, Edward J. Montagne
- Producteur : Lewis J. Selznick
- Photographie : Jacob A. Badaracco
- Production : Selznick Pictures
- Genre : Mélodrame[1]
- Distribution : Select Pictures
- Durée : 50 minutes
- Date de sortie : 10 septembre 1921

## Distribution

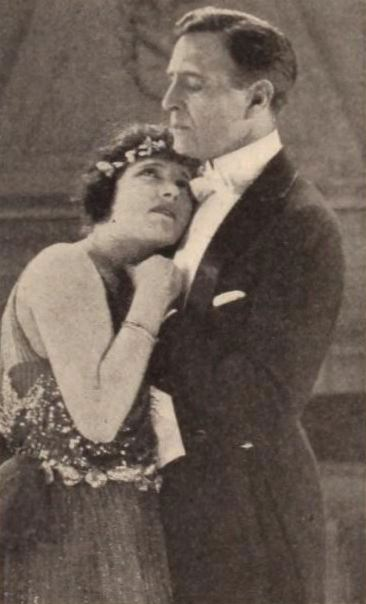
Zena Keefe et Conway Tearle dans une scène du film.

- Conway Tearle : Gordon Phillips / Wallace Phillips
- Zena Keefe : Mrs. Gordon Phillips
- Warren Black : Mock Sing
- Harry Allen : Harris
- Macey Harlam : Warren Black
- Woo Lang : Toy Sing